# لورنزو کاروتی
لورنزو کاروتی (انگلیسی: Lorenzo Carotti؛ زادهٔ ۳۱ ژانویهٔ ۱۹۸۵) بازیکن فوتبال اهل ایتالیا است.
از باشگاه‌هایی که در آن بازی کرده‌است می‌توان به باشگاه فوتبال پارما، باشگاه فوتبال کرمونزه، باشگاه فوتبال بنونتو، و باشگاه فوتبال کومو اشاره کرد.
وی همچنین در تیم‌های ملی فوتبال زیر ۱۷ سال ایتالیا و زیر ۱۹ سال ایتالیا بازی کرده‌است.